# 月山和香
月山 和香（つきやま わか、1992年1月26日 - ）は、日本の女性プロレスラー、女優。
アメリカ合衆国ニューヨーク州ニューヨーク市出身、東京都育ち。北海道大学法学部法律学科卒業。スターダム所属。血液型AB型。

## 来歴
2020年
- 9月6日、Actwres girl'Z Color's 北千住・東京芸術センターホワイトスタジオ大会にてデビュー戦を行う。林亜佑美と組んでSAKI&さくらんボニータと対戦するも敗れる。

2021年
- 7月28日にActwres girl'Zを退団[1]。
- 9月4日、スターダムベルサール新宿グランド大会に姿を見せスターダム参戦を表明。その直後にウナギ・サヤカが現れ、フューチャー・オブ・スターダム王座を賭けて査定試合を行うと通告[2]。
- 9月6日、スターダム・後楽園ホール大会でウナギ・サヤカの持つフューチャー・オブ・スターダム王座に挑戦し敗れる。
- 9月11日、この日の新宿住友ホール大会から「月山和香スターダム・チャレンジ」がスタート。第1戦は中野たむ、試合中にキャメルクラッチをされながら「誰に憧れてスターダムに参戦したか」を問われ小波の名前を挙げる[3]。
- 9月28日、大阪城ホール大会の記者会見・調印式にて突如COSMIC ANGELSへの加入を志願。加入が認められる。
- 11月3日、スターダム・川崎市とどろきアリーナ大会で、第0試合で同期同門の桜井まいと対戦するも敗れる[4]。
- 12月4日、新宿FACE大会開始前に会見を行い、スターダムに正式に入団する事が発表された[5]。

2022年
- 3月11日、品川インターシティホールで開催されたスターダムの新設した若手大会、『NEW BLOOD 1』に参戦。ウナギ・サヤカと組み、Marvelous代表として参加したMaria、宝山愛組に敗北[6]。
- 7月9日､スターダム・東京・立川ステージガーデン大会で羽南の持つフューチャー・オブ・スターダム王座に挑戦し敗れる。
- 11月4日、前日の試合で負傷した白川未奈の代替選手としてGODDESSES OF STARDOM 2022に参戦する事が発表された[7]。しかし、一勝も挙げることが出来ずにリーグ戦を終えた。
- 12月24日、試合後に中野たむから、3カ月以内に勝利出来なければコズエンを脱退しなければならないという条件を突きつけられた[8]。
- 12月29日、白川がザイヤ・ブルックサイド、マライア・メイと共に結成したClub Venus（クラブ・ヴィーナス）の通訳に指名され[9]、Club Venusと行動を共にするようになる[10]。

2023年
- 3月7日、「NEW BLOOD Premium」の会見中、突如として「勝てなかったらスターダムやめます」と宣言[11]。同大会でコズエン脱退だけでなく、スターダム退団をも賭すこととなった。
- 3月25日、「NEW BLOOD Premium」にて、中野と組んで、高橋奈七永、KAIRI組と自身のスターダム退団と初勝利を賭けて対戦。20分以上の死闘の末、変形オースイ・スープレックスで高橋を丸め込み勝利[12][13]。スターダム退団を回避し、デビュー以降初めて白星を挙げた。
- 3月25日､「シンデレラトーナメント2023」X枠に抜擢され出場。1回戦レディ・Cにオースイスープレックスでシングルマッチ初勝利を挙げる。
- 4月2日､「シンデレラトーナメント2023」準々決勝、鹿島沙希に変形オースイ・スープレックス・ホールドで勝利。ベスト4に進出する。
- 4月15日､「シンデレラトーナメント2023」準決勝、桜井まいに敗れる。その後、白川未奈に勧誘されコズエン脱退､Club Venusに移籍。
- 4月25日､「NEW BLOOD8」の会見で、さくらあやに因縁をつきつけられ抗争がはじまる。
- 4月25日､「NEW BLOOD8」さくらあやに極楽ドンで勝利。
- 8月18日､「NEW BLOOD10」で吏南の持つフューチャー・オブ・スターダム王座に挑戦し敗れる。
- 10月4日､自身のプロディース興行インバウンド向けの大会「MOONDOM」を開催する。
- 10月16日､白川未奈とのタッグ（Moonlight Venus）でGODDESSES OF STARDOMに出場し開幕戦勝利を飾る。

2024年
- 1月27日､宮城県・仙台PIT大会にて舞華、白川未奈、HANAKO、月山和香、ジーナで新ユニット「E neXus V（イーネクサス ヴィー）」を結成。
- 3月24日､京都・KBSホール大会、HANAKOとのタッグ（Rice or Bread）で羽南＆飯田沙耶（wing★gori）の持つNEW BLOODタッグ王座に挑戦し敗れる。
- 7月23日､東京・後楽園ホール大会、STARDOM 5★STAR GPRED STARS-A 出場者決定トーナメント 1回戦が行われ玖麗さやかに勝利。決勝戦へコマを進める。
- 7月27日､北海道・シャトレーゼ ガトーキングダム サッポロ大会、STARDOM 5★STAR GP RED STARS-A 出場者決定トーナメント決勝戦で水森由菜に敗れる。
- 10月4日､「NEW BLOOD16」、HANAKOとのタッグで吏南＆稲葉あずさ（♥DEVIL/PRINCESS♥）の持つNEW BLOODタッグ王座に挑戦し敗れる。
- 10月26日､梨杏とのタッグ（がむしゃらファンタジー）でGODDESSES OF STARDOMに出場し開幕戦勝利を飾る。
- 12月26日､「NEW BLOOD17」、再びHANAKOとのタッグで吏南＆稲葉あずさの持つNEW BLOODタッグ王座に挑戦し勝利。第4代NEW BLOODタッグ王者になる。

## 得意技
ムーンライト・ドリーム
最大級のフィニッシャー。片手で相手の片腕をハンマーロックに極め、相手の反対の腕を自分の首元に掛け、もう片方の手で相手の首をフロントヘッドロックに捕らえ後方へ反り投げブリッジしたまま相手のクラッチを維持しつつフォールをする。中野たむ考案の変形魔神風車固め。
オースイ・スープレックス
この技で格上の高橋奈七永からキャリア初勝利して以降、フィニッシュ・ホールドとして使用。
極楽ドン
相手をコブラクラッチの体勢からで持ち上げ、極めたままシットダウンで倒れ込み、相手の背中をマットに叩きつける変型コブラクラッチスラム。
極楽バッククラッカー
相手をコブラクラッチの体勢からで持ち上げ、両膝を相手の背中に押し当てて後方に倒れ込み、マットに打ちつけられた衝撃で相手の背中にダメージを与える技。
三日月固め
鎌固めとコブラクラッチの複合技。
ワカサギ
ミラノコレクションA.T.直伝のジャベ
キャメルクラッチ
2021年5月のCatch the WAVEではタップアウトを2度奪った。
飛びつきコンプリートショット
ロープへ走った相手を追走、またはロープにもたれている相手に対してセカンドロープに飛び乗りながら相手に組み付き、その反動を利用して前に叩き付けるコンプリートショット。
パロ・スペシャル（ウォーズマン式）
2022年からは相手の腕を交差して締めるアレンジを加えた。
地獄突き
ヒップアタック
ヒップバット
月山が試合を組み立てる上で多用される打撃技。座った状態でダウン、または片膝や四つん這い状態の相手の頭目掛けて体を振りかぶって自身の尻を激しく連続で打ちつける。喰らった相手は虚無の表情になる事もしばしば。
ヒップ・ドロップ
仰向けになった相手の顔の方を向いた状態で相手の胴体や顔を両足で跨いで、その状態から尻餅をつくように倒れ込み、相手の腹や胸の上に尻から着地して押し潰す技。タッグパートナーに持ち上げられ落とすツープラトンバージョンもある。
ダイビング・サンセット・フリップ

## タイトル歴
スターダム
- 第4代NEW BLOODタッグ王座
  - w/ HANAKO

## 人物
- 憧れの選手は小波[15]。
- 英語が堪能であり、スターダムのビックマッチでは英語実況席の解説を務めた経験もある[16]。
- 通信制の高校を卒業後、北海道大学法学部を卒業。その後外資系医療機器メーカー社員を経て役者、プロレスラーになった経歴を持つ。
- プロレスラーとしてデビューして以降、2年半以上勝ち星を挙げる事が出来ず、2022年10月28日にはスターダム参戦から100連敗を記録してしまった[17][18]。しかし、2023年3月25日の「NEW BLOOD Premium」にて、格上の高橋奈七永からフォール勝ちを奪った。ただし連敗中にも、3本勝負中にタップアウトを二度、ピンフォールを一度奪ったことがある[19]。
- 自称「セコ山」を名乗るほどの節約家[20][21]。メロンは皮まで食べる[22]。余ったケータリングを袋に詰め込んで立ち去る[23]。さくらあやとHANAKOにもつ鍋を奢ると約束させられるが財布を忘れたとすっぽかす[24]。食費節約にスタッフ弁当を持ち帰る等の証言がある[25]。

## 出演

### 舞台
2017年
- オルガンズ～おんな赤ひげ奮闘記～

2018年
- ドラキュラバー2018
- 同窓会～その怨み晴らして候～

2019年
- 時を紡ぐもの
- あらしのよるに
- BAR月下美人2019

2020年
- 信長の野望 ~ 炎舞 ~
- 夏の終わりに...2020